# Lotus (álbum de Santana)
Lotus é um álbum ao vivo lançado em maio de 1974 pela banda americana Santana. O álbum foi lançado como um triplo vinil, e já foi relançado como CD duplo e triplo (no Japão).

## Faixas

### Lado um
1. "Going Home" - 3:23
2. "A-1 Funk" - (The New Santana Band) - 3:13
3. "Every Step of the Way" - (Shrieve) - 11:30

### Lado dois
1. "Black Magic Woman" - (Green) - 3:38
2. "Gypsy Queen" - (Szabó) - 3:57
3. "Oye Como Va" - (Puente) - 5:47
4. "Yours Is the Light" - (Kermode) - 5:30

### Lado três
1. "Batuka" - (Areas, Brown, Carabello, Rolie, Shrieve) - 0:55
2. "Xibaba (She-Ba-Ba)" - (Airto) - 4:13
3. "Stone Flower (introduction)" - (Jobim) - 1:14
4. "Waiting" - (Santana) - 4:14
5. "Castillos de Arena Part 1 (Sand Castle)" - (Corea, Young, The New Santana Band) - 2:51
6. "Free Angela" - (Bayete) - 4:26
7. "Samba de Sausalito" - (Areas) - 4:02

### Lado quarto
1. "Mantra" - (Coster, Santana, Shrieve) - 7:17
2. "Kyoto (Drum Solo)" - 9:58
3. "Castillos de Arena Part 2 (Sand Castle)" - (Corea, Young, The New Santana Band) - 1:13

### Lado cinco
1. "Incident at Neshabur" - (Gianquinto, Santana) - 15:57
2. "Se a Cabo" - (Areas) - 5:39

### Lado seis
1. "Samba Pa Ti" - (Santana) - 8:56
2. "Mr Udo" - (The New Santana Band) - 3:07
3. "Toussaint L'Overture" - (Areas, Brown, Carabello, Rolie, Santana, Shrieve) - 7:40